# Frank Bülow

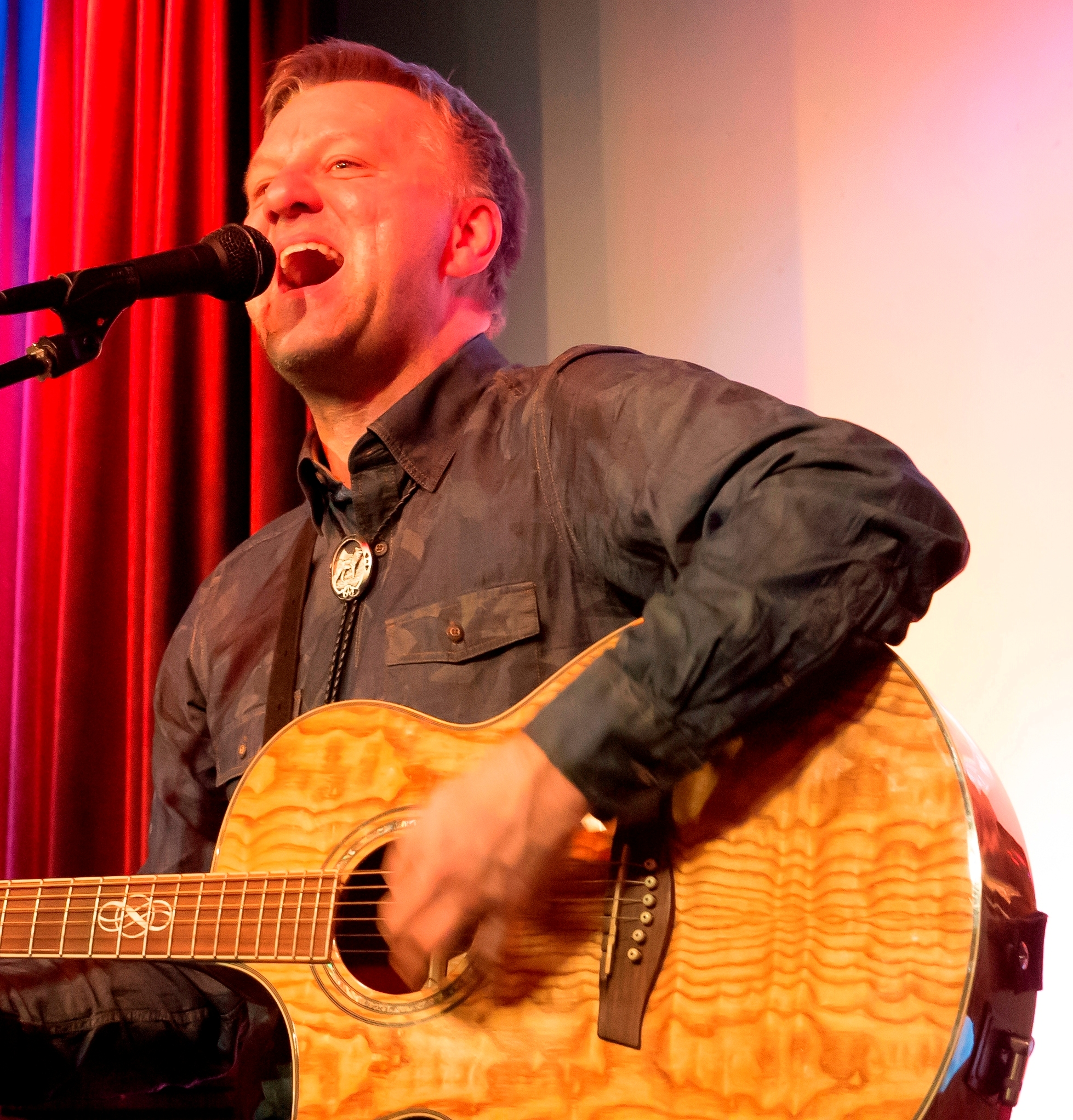
Frank Bülow bei einem Live-Auftritt

Frank Rudolf Bülow (* 1967 in Darmstadt) ist ein deutscher Popmusiker und Singer-Songwriter.

## Werdegang
Mit zwölf Jahren sammelte er erste Bühnenerfahrungen mit Auftritten auf der Live Bühne „Straßenmusik“. 1983 unterzeichnete er seinen ersten Plattenvertrag im Alter von 16 Jahren beim Label WESTSIDE MUSIC und veröffentlichte dort seine ersten Band Projekte NIKE in Zusammenarbeit mit Produzent Kurt Hauenstein (Supermax), sowie Few Boys mit Produzent/DJ Michael Münzing (später Snap). Frank Bülow war bei ca. 2.000 Live-Konzerten als Gitarrist, Keyboarder und Sänger mit eigenen und Coverband-Projekten wie Boom, Unplugged, Buelow & the local heroes aktiv.
1993 erhielt er mit der Single Einmal (produziert von Robert Ponger (Falco) in Wien) einen Solovertrag bei der Ariola München.
1995/96 war er 18 Monate als Gitarrist und Backgroundsänger von Culture Beat auf Europa-Tour. Darunter waren auch Gigs in Stadien mit bis zu 20.000 Zuschauern. Als Songwriter der Culture Beat-Chart Hits Walk the same line (1996) und Rendez-vous (beide Culture Beat) erlangte er zunehmend Bekanntheit. Rendez-vous hielt sich zehn Wochen in den Airplay Top Ten und zählte zu den 20 meistgespielten Radio-Hits 1998 in Deutschland, Österreich und der Schweiz.
Im Jahr 2000 schrieb er die Hit-Single Thinking of you des ATC Top-Ten-Albums Planet Pop. Frank Bülow komponierte Marianne Rosenbergs Comeback-Single Wieder da, die 2001 Platz 1 in den Airplay Schlagercharts belegte.
Des Weiteren arbeitete er als Sänger für Werbe-Layouts von Marken wie Lenor, Eurocard und McDonalds.
Er wirkte außerdem als Chorsänger auf Produktionen von Markus, Gil Ofarim, Bastiaan Ragas, Haddaway und Marie-Anett mit.
Von 2002 bis 2006 führte er für das Darmstädter Stadtmagazin VORHANG AUF Interviews mit Joy Denalane, Joe und Maite Kelly, Midge Ure, Max Herre, Roger Cicero, Peter Maffay, DJ Bobo, Yvonne Catterfeld, Joshua Kadison, Martin Schneider, Michael Mittermeyer. 2003 unterstützte er mit seiner eigenen Band als Chor und Orchester Support den Auftritt von Sir Elton John im Stadion am Böllenfalltor in Darmstadt. Frank Bülow unterstützte mit seinen eigenen Songs die Band Vanilla Ninja auf ihrer Hallentour in Deutschland und trat als Gastsänger der Tom Keller Band auf. 2004 und 2005 folgten Auftritte als Singer-Songwriter für Showcases in Berlin, Hamburg und München mit Boland & Boland, Marque, Regy Clasen, Tom Cunningham, Anna Depenbusch und Pe Werner.
Von 2007 bis 2010 arbeitete er als Bar-Pianist in den Hotels  Kempinski St. Moritz, Breidenbacher Hof Düsseldorf, Arabella München. Seit 2011 kümmert er sich vor allem um seine Projekte Acoustic Garden, Hollywood & the side effects und Buelow.

## Diskografie

### Singles als Künstler
| Jahr | Titel                  | Artist                       | Label                         | Chartplatzierungen                                      |
| ---- | ---------------------- | ---------------------------- | ----------------------------- | ------------------------------------------------------- |
| 1984 | It's all nike          | NIKE                         | Westside Music                |                                                         |
| 1985 | Secret times           | Few Boys                     | Westside Music                |                                                         |
| 1994 | Einmal                 | Buelow                       | BMG Ariola                    |                                                         |
| 1997 | Tears                  | Buelow                       | Feedback e. V.                |                                                         |
| 1998 | More than friends      | Unplugged                    | Fritz Music                   |                                                         |
| 2005 | SV DA - we will win    | Buelow                       | Con-Creation-Records          |                                                         |
| 2006 | Meilenweit             | Buelow & die Co-Piloten      | Track by Track                |                                                         |
| 2012 | Here I am              | Acoustic Garden              | Fortune Cookie Music          |                                                         |
| 2014 | Keine Tränen mehr      | Buelow                       | Recordjet                     |                                                         |
| 2015 | Locomotive breath      | Hollywood & the side effects | Spinnup                       |                                                         |
| 2016 | Dance on               | Hollywood & the side effects | Spinnup                       | US Radio Spin Report Charts Pl. 20/ Top 40 Radio Charts |
| 2016 | She's got my love      | Hollywood & the side effects | Spinnup                       |                                                         |
| 2017 | Always                 | Acoustic Garden              | Soundtopeople/Sony            |                                                         |
| 2018 | The one and only       | Acoustic Garden              | Soundtopeople/Sony            |                                                         |
| 2019 | Das nächste große Ding | Buelow                       | Tapwater Records/Kontor Media |                                                         |
| 2019 | Pop-Poet               | Buelow                       | Tapwater Records/Kontor Media |                                                         |

### Alben als Künstler
| Jahr | Titel                    | Artist                         | Label                         | Chartplatzierungen       |
| ---- | ------------------------ | ------------------------------ | ----------------------------- | ------------------------ |
| 2000 | Back to basics           | Frank Bülow & the local heroes | Buelowmusic                   |                          |
| 2006 | Zeit                     | Bülow                          | Buelowmusic                   |                          |
| 2012 | Mediterranen mind        | Acoustic Garden                | Fortune Cookie Music          |                          |
| 2014 | Das Neuste               | Buelow                         | RecordJet                     |                          |
| 2016 | Dance on                 | Hollywood & the side effects   | Spinnup                       |                          |
| 2018 | concept emotional        | Acoustic Garden                | Soundtopeople/Sony            |                          |
| 2019 | von Pop-Poeten & Moneten | Buelow                         | Tapwater Records/Kontor Media | iTunes Pop Charts Pl. 24 |

### Veröffentlichungen als Songwriter
| Jahr | Titel                  | Artist             | Label                  | Chartplatzierungen          |
| ---- | ---------------------- | ------------------ | ---------------------- | --------------------------- |
| 1994 | Open your heart        | Up2Date feat. S.E. | Zyx Music              |                             |
| 1994 | Save me                | Trance-Mission     | Zyx Music              |                             |
| 1995 | Rhythm of love         | Nina               | Intercord              |                             |
| 1995 | Walk the same line     | Culture Beat       | Sony Music             | DE 64; FIN 13               |
| 1995 | Get it right           | Culture Beat       | Sony Music             |                             |
| 1995 | Nothing can come ...   | Culture Beat       | Sony Music             |                             |
| 1995 | Miracle                | Culture Beat       | Sony Music             |                             |
| 1995 | Under my skin          | Culture Beat       | Sony Music             |                             |
| 1995 | In the mood            | Culture Beat       | Sony Music             |                             |
| 1997 | Memories               | Lona Dee           | Edel/RTL Musik Edition |                             |
| 1998 | Rendez-Vous            | Culture Beat       | Sony Music             | DE 4 Radio                  |
| 1998 | This is my time        | Culture Beat       | Sony Music             |                             |
| 1998 | Don´t break this heart | Camilot            | Universal Denmark      |                             |
| 1999 | When I close my eyes   | Frances            | Come Together Charity  |                             |
| 1999 | No partas mi Corazon   | Algiente           | Zyx Music              |                             |
| 2000 | Wieder da              | Marianne Rosenberg | BMG Berlin             | DE 1 Schlager Airplaycharts |
| 2000 | Thinking of you        | ATC                | Kingsize/BMG           | DE 46                       |
| 2000 | Ende der Einsamkeit    | MARKUS             | EMI Electrola          |                             |
| 2004 | Perfect day            | FABRIZIO           | Eurosport              |                             |
| 2005 | Sending out an SMS     | Fabrizio Faniello  | CAP Sounds             |                             |
| 2008 | Dreams                 | Captain Jack       | Edel Records           |                             |
| 2011 | With or without you    | Francisca Urio     | NJI-Music              |                             |
| 2013 | Feel the breeze        | MISTA              | Universal Music        | CZ BRAVO Hits               |
| 2016 | Flieg mit mir          | Severino           | Time Zone              |                             |

## Auszeichnungen
- 2010 Gewinner des SWR1 Weihnachtssong Contest mit Acoustic Garden und dem Song Under the xmas tree
- 2014 Acoustic Garden Deutscher Rock & Pop Preisträger in der Kat. Folk & Country[8]
- 2016 Keine Tränen mehr Song des Jahres beim Deutsch Musik Song Contest in der Kat. Singer/Songwriter[9]